# سينما يمنية
السينما اليمنية لا زالت في مراحلها الأولى وأول فيلم يمني أنتج عام 2005 وهو يوم جديد في صنعاء القديمة ويتمحور حول شاب متعلم من صنعاء القديمة وعلاقته بفتاة من طبقة اجتماعية متدنية لا يعرف لها أهل لها ولا نسب ويناقش الفيلم ثقافة اليمنيين الشعبية بشكل واقعي وأغلب الحوار يدور بلهجة صنعانية رغم أن بعض الممثلين لم يكونوا يمنيين  حاز الفيلم على جائزة مهرجان القاهرة السينمائي الدولي كأفضل فيلم عربي وأول فيلم يمني يعرض في مهرجان كان السينمائي  قام المخرج فضل العلفي بإخراج فيلم «الرهان الخاسر» وهو فيلم حكومي من إنتاج وزارة الداخلية للتحذير من خطر الجماعات الدينية المسلحة. وهناك عدة أفلام قصيرة من إنتاج هواة وغير محترفين شاركت في مهرجان دبي السينمائي مثل فيلم «أسوار خفية» الذي يصور معاناة «الأخدام» وفيلم «أبوي نائم» وغيرها من الأفلام القصيرة. تعد خديجة السلامي، المستشار الإعلامي للسفارة اليمنية في باريس أول مخرجة يمنية وقامت بإخراج عدد من الأفلام الوثائقية عن اليمن منها فيلم  غريبة في مدينتها  (بالإنجليزية: Stranger in Her Own City)‏ والذي يصور حياة فتاة يمنية من صنعاء القديمة تدعى «نجمية» لا تريد لبس الحجاب أو النقاب وتصر على اللعب مع الأولاد في الشارع وركوب الدراجة الهوائية وأفلام أخرى عن الفساد ومواضيع متعلقة بالشأن اليمني.
كان هناك أربع دور سينما في صنعاء ومثيلها في عدن وتسعة أربعين دور في اليمن كلها  اختفت دور السينما مطلع تسعينات القرن العشرين بسبب المد الوهابي القادم من السعودية  ومؤخراً تعزّز هذا الوضع برجال الإسلام الشيعي من الحوثيّين، كجيوش رقابة دينيّة جديدة على حريّة المجتمع